# Loud 'N' Proud
Loud 'N' Proud är ett musikalbum av Nazareth, deras fjärde studioalbum. Albumet släpptes i november 1973, bara månader efter förra skivan Razamanaz. I USA släpptes skivan 1974. Liksom det förra albumet producerades även det här av Roger Glover. Från albumet släpptes "This Flight Tonight", ursprungligen skriven av Joni Mitchell, som singel.

## Låtlista
(kompositör inom parentes)
1. "Go Down Fighting" (Agnew, Charlton, McCafferty, Sweet) - 3:07
2. "Not Faking It" (Agnew, Charlton, McCafferty, Sweet) - 4:01
3. "Turn On Your Receiver" (Agnew, Charlton, McCafferty, Sweet) - 3:19
4. "Teenage Nervous Breakdown" (Lowell George) - 3:43
5. "Free Wheeler" (Agnew, Charlton, McCafferty, Sweet) - 5:31
6. "This Flight Tonight" (Joni Mitchell) - 3:24
7. "Child In The Sun" (Agnew, Charlton, McCafferty, Sweet) - 4:51
8. "Ballad of Hollis Brown" (Bob Dylan) - 9:11

## Listplaceringar
| Lista (1973-1975) | Position             |
| ----------------- | -------------------- |
| Danmark           | 19 (DR "Top 30")     |
| Finland           | 3                    |
| Kanada            | 17 (RPM)             |
| Norge             | 9 (VG-lista)         |
| Storbritannien    | 10 (UK Albums Chart) |
| Sverige           | 3 (Kvällstoppen)     |
| USA               | 150 (Billboard 200)  |
| Västtyskland      | 8                    |
| Österrike         | 1                    |